# Villard-Bonnot
Villard-Bonnot är en kommun i departementet Isère i regionen Auvergne-Rhône-Alpes i sydöstra Frankrike. Kommunen ligger i kantonen Domène som tillhör arrondissementet Grenoble. År 2022 hade Villard-Bonnot 7 445 invånare.

## Befolkningsutveckling
Antalet invånare i kommunen Villard-Bonnot
Referens:INSEE